# Altotonga (kommun)
Altotonga är en kommun i Mexiko.   Den ligger i delstaten Veracruz, i den sydöstra delen av landet, 210 km öster om huvudstaden Mexico City.
Följande samhällen finns i Altotonga:
- Altotonga
- Juan Marcos
- Ignacio Zaragoza
- Gutiérrez Zamora
- Adolfo Moreno
- Veintiuno de Agosto
- Champilico
- Texacaxco
- Buena Vista
- Lerdo de Tejada
- Río Vasco
- Zoatzingo
- Tiocuautla
- Quilate Nuevo
- Mecacalco
- Tepiolulco
- La Prensa
- La Ventilla
- Xocotla
- Coahuixtepec
- Francisco Javier Gómez
- Doctor Daniel Guzmán
- San Felipe
- Mazapa
- Limontita
- Belisario Domínguez
- San José Buenavista
- Pastor Vergara
- Coxolico
- Arroyo Chico
- La Vega
- Agua Santa
- Colonia Ejidal Guadalupe Victoria
- Loma Bonita
- Lerdo Chiquito
- Quilate Antiguo
- Colonia 3 de Mayo
- Kilate Sur
- Vega de San Pedro
- Santa Rosa
- Sección Plan de Limón
- San Isidro
- Vega Chica
- Equimita
- Plan de Arenas
- Xaltepec